# Terry Reid
Pour les articles homonymes, voir Reid.
Terry Reid, né le 13 novembre 1949 à Huntingdon et mort le 4 août 2025 à Rancho Mirage, est un guitariste et un chanteur de rock britannique. Surnommé  « Superlungs » pour l'étendue de ses capacités vocales il a, à la fin des années 1960, décliné une offre de Jimmy Page pour intégrer son nouveau groupe appelé à devenir Led Zeppelin, puis une autre de Ritchie Blackmore pour rejoindre Deep Purple.  

## Biographie
Il quitte l’école à 15 ans et rejoint les Jaywalkers après avoir été remarqué par Peter Jay, le batteur du groupe. À la même époque, il joue au sein d’un groupe local, The Redbeats, mais c’est avec les Jaywalkers qu’il commence à se faire connaître du public quand ceux-ci sont choisis pour faire la première partie des Rolling Stones au Royal Albert Hall en 1966. C’est à cette occasion que Reid et Graham Nash, des Hollies, se lient d’amitié. Nash conseille aux Jaywalkers de signer avec Columbia Records pour enregistrer avec le producteur John Burgess. Leur premier single, aux influences soul, The Hand Don't Fit the Glove connaît un succès modéré et le groupe a de toute façon déjà décidé de se séparer.
Plus tard, Reid attire l’attention de Mickie Most, un producteur à succès qui devient alors son manager. Son premier single avec Most, Better By Far passe souvent à la radio mais son album Bang, Bang, You’re Terry Reid est un échec commercial. Cependant, lors de la tournée américaine de Cream en 1968, Reid gagne le cœur de quelques fans. Sa dernière prestation, au Pop Festival de Miami, reçoit les critiques positives de la presse musicale. En 1969, Reid joue lors de diverses tournées britanniques, notamment celles de Jethro Tull et de Fleetwood Mac.
Le guitariste des Yardbirds, Jimmy Page, s’intéresse au travail de Reid et quand les Yardbirds se séparent, il pense que ce dernier pourrait devenir le chanteur de son nouveau groupe, Led Zeppelin. Reid suggère à Page de s’intéresser à un jeune chanteur de Birmingham, Robert Plant, qu’il a vu sur scène avec son groupe Band of Joy alors que ceux-ci faisaient l’ouverture de l’un de ses concerts. Peu après, il décline l’offre de Deep Purple qui désire se débarrasser de Rod Evans. Le groupe se tourne alors vers Ian Gillan.
Le second album de Terry Reid, Terry Reid (1969), est considéré comme étant son meilleur. Reid fait une nouvelle fois le tour des États-Unis avec les Rolling Stones et apparaît lors du concert de l’Altamont Music Festival, marqué par la mort d'un spectateur (tué lors d'une intervention déraisonnablement musclée d'un membre du service de sécurité [assuré par des Hells Angels]). Reid se dispute avec Mickie Most qui veut faire de lui un chanteur de ballades conciliant. Reid quitte alors l’Angleterre et s’installe en Californie jusqu’à la fin du contrat le liant à Most et n’apparaît que rarement en concert. En 1970, il retourne en Angleterre à l’occasion du festival de l’Île de Wight. En 1973, il signe un nouveau contrat chez Atlantic Records et sort l’album River. Produit par Eddie Offord (le producteur de Yes), le disque reçoit de bonnes critiques mais est un flop commercial.
Pendant la décennie qui suit, Reid cherche la formule gagnante et change fréquemment de label. Il sort Seed of Memory chez ABC Records en 1976 (produit par Graham Nash) et Rogue Waves chez Capitol Records  en 1979. Il abandonne sa carrière solo en 1981 et devient musicien de session, apparaissant sur des albums de Don Henley, Jackson Browne et Bonnie Raitt. En 1991, il sort l'album Driver avec Trevor Horn, ancien producteur de Yes. L’album contient une reprise du classique des Spencer Davis Group, Gimme Some Lovin (qui apparaît sur la bande originale de Jours de tonnerre). The Whole of The Moon, écrite par Mike Scott, sort en single et passe très souvent à la radio. Reid se produit occasionnellement en concert depuis cette période avec un groupe réunissant l’ancien guitariste des Rolling Stones Mick Taylor et Brian Auger.
En 2005, Reid retourne en Angleterre pour sa première tournée depuis des années. A l’un de ces concerts, il est annoncé comme « L’homme qui a une sacrée histoire à raconter. » La même année, trois de ses chansons apparaissent sur la bande originale du film The Devil's Rejects : Seed of Memory, To Be Treated Rite et Brave Awakening.
En 2009, Terry Reid a accepté l'invitation du groupe français Shine et donne lieu à l'enregistrement d'un EP.

## Discographie
- Bang, Bang You're Terry Reid (1968)
- Terry Reid (1969) (Move Over for Terry Reid aux États-Unis)
- River (1973)
- Seed of Memory (1976)
- Rogue Waves (1979)
- The Hand Don't Fit The Glove (1985)
- The Driver (1991)
- Super Lungs The Complete Studio Recordings 1966–1969 (2004)
- Silver White Light – Live at the Isle of Wight 1970 (2004)
- Alive (2004)
- Live in London (2013)
- The Other Side of the River (2016)